# Hylotelephium sieboldii
Hylotelephium sieboldii (Poit.) H.Ohba, 1977è una pianta succulenta della famiglia delle Crassulacee.
L'epiteto specifico sieboldii è un omaggio al botanico tedesco  Philipp Franz von Siebold (1796 – 1866)

## Distribuzione e habitat
Questa specie è nativa della Cina (Hubei) e del Giappone (Honshu, Shikoku).